# Государственный комитет обороны КНР
Государственный комитет обороны Китайской Народной Республики (кит. упр. 国防委员会, пиньинь Guófáng Wěiyuánhuì) — высший государственный орган по руководству всеми Вооружёнными силами Китайской Народной Республики в 1954—1975 годах.
Государственный комитет обороны КНР выполнял свои функции совместно с высшим партийным органом по руководству всеми Вооружёнными силами Китайской Народной Республики — Военным советом ЦК КПК.

## Председатели
- Мао Цзэдун (1954, 27 сентября — 1959, 27 апреля)
- Лю Шаоци (1959, 27 апреля — 1968, 31 октября)

## Составы

### 1 созыв
1-я сессия Всекитайского собрания народных представителей 1-го созыва 27 сентября 1954 года избрала Председателя КНР, председателя Государственного комитета обороны КНР (Мао Цзэдун).
1-я сессия Всекитайского собрания народных представителей 1-го созыва 28 сентября 1954 года утвердила заместителей председателя Государственного комитета обороны КНР (Чжу Дэ, Пэн Дэхуай, Линь Бяо, Лю Бочэн, Хэ Лун, Чэнь И, Дэн Сяопин, Ло Жунхуань, Сюй Сянцянь, Не Жунчжэнь, Е Цзяньин, Чэн Цянь, Чжан Чжичжун, Фу Цзои, Лун Юнь).
5-я сессия Всекитайского собрания народных представителей 1-го созыва (25 января — 11 февраля 1958 года) освободила от должности заместителя председателя Государственного комитета обороны КНР (Лун Юнь).

### 2 созыв
1-я сессия Всекитайского собрания народных представителей 2-го созыва 27 апреля 1959 года избрала Председателя КНР, председателя Государственного комитета обороны КНР (Лю Шаоци).
1-я сессия Всекитайского собрания народных представителей 2-го созыва 28 апреля 1959 года утвердила заместителей председателя Государственного комитета обороны КНР (Пэн Дэхуай, Линь Бяо, Лю Бочэн, Хэ Лун, Чэнь И, Дэн Сяопин, Ло Жунхуань, Сюй Сянцянь, Не Жунчжэнь, Е Цзяньин, Чэн Цянь, Чжан Чжичжун, Фу Цзои, Вэй Лихуан).

### 3 созыв
1-я сессия Всекитайского собрания народных представителей 3-го созыва 3 января 1965 года избрала Председателя КНР, председателя Государственного комитета обороны КНР (Лю Шаоци).
1-я сессия Всекитайского собрания народных представителей 3-го созыва 4 января 1965 года утвердила заместителей председателя Государственного комитета обороны КНР (Линь Бяо, Лю Бочэн, Хэ Лун, Чэнь И, Дэн Сяопин, Сюй Сянцянь, Не Жунчжэнь, Е Цзяньин, Ло Жуйцин, Чэн Цянь, Чжан Чжичжун, Фу Цзои, Цай Тинкай).